# Gaznat
Die Gaznat S.A. mit Sitz in Lausanne ist ein Schweizer Energieversorgungsunternehmen. Sie beschafft und transportiert Erdgas für die an ihr beteiligten Partner in der Westschweiz und weiteren Teilen der Schweiz.
Gaznat betreibt in der Schweiz ein eigenes, rund 600 Kilometer langes Hochdruckleitungsnetz.
Gaznat wurde am 12. März 1968 in Form einer Forschungsgesellschaft gegründet, deren Ziel es war, die Einführung von Erdgas in der Westschweiz zu fördern.
Ihre Beteiligung setzt sich wie folgt zusammen:
- Services industriels de Genève
- Commune de Lausanne
- Holdigaz SA, Vevey
- Gazoduc SA, Sion
- Viteos SA, Neuchâtel
- Groupe E Celsius, Fribourg
- Commune d'Yverdon-les-Bains
- Urbagaz SA, Orbe
- Commune de Sainte-Croix

Das Unternehmen setzte 2020 rund 12'463 GWh Erdgas ab und erwirtschaftete einen Umsatz von 545,2 Millionen Schweizer Franken.
2021 ändert Gaznat die Farbe seines Logos, behält aber sein Motto bei: "Unsere Energie, Ihre Zukunft".